# Manduba
Manduba – rozbójnik żyjący na przełomie XVII i XVIII w. i działający w rejonie Wrocławia.
Pochodził z podwrocławskiego Rakowca. Na swoją siedzibę wybrał ruiny pałacu biskupa wrocławskiego Franza Ludwiga von Pfalz-Neuburga w Popowicach, który uległ zniszczeniom w czasie wojny siedmioletniej. Banda Manduby rabowała bogatych mieszczan i ściągała haracze (m.in. z rady miasta Wrocławia), jednak Manduba wsławił się tym, że dzielił się łupami z wrocławską biedotą. Niemiecka nazwa Rakowca (Morgenau) pochodzić miała od Marii, córki Manduby, która uciekła po tym jak jej wuj usiłował uwolnić ją i jej matkę z rąk Manduby. Zginął z rąk członków własnej grupy i został pochowany w podwrocławskim Dąbiu, a tak odległe miejsce wybrano, by na jego grób nie pielgrzymowali ci, którzy wcześniej uważali go za bohatera.